# Marco Númio Ceiônio Ânio Albino
Marco Númio Ceiônio Ânio Albino (em latim: Marcus Nummius Ceionius Annius Albinus) foi um oficial romano do final do século III. Talvez era filho de Númio Ceiônio Albino. Homem claríssimo, era um dos pretores urbanos que fez dedicações a Hércules. Talvez deve ser o Albino citado em décimo terceiro na lista de senadores que contribuíram com 400 000 sestércios cada, talvez à construção de um edifício em Roma, em cerca de 300.